# Stanley Peak, Sydgeorgien
Stanley Peak är en bergstopp i Sydgeorgien och Sydsandwichöarna (Storbritannien). Den ligger i den nordvästra delen av Sydgeorgien och Sydsandwichöarna. Toppen på Stanley Peak är 1 263 meter över havet, eller 222 meter över den omgivande terrängen. Bredden vid basen är 5,4 km.
Terrängen runt Stanley Peak är huvudsakligen lite bergig.  Trakten runt Stanley Peak är nära nog obefolkad, med mindre än två invånare per kvadratkilometer. Det finns inga samhällen i närheten. Trakten runt Stanley Peak består i huvudsak av gräsmarker.